# VII Batalion Saperów
VII batalion saperów (VII bsap) – pododdział saperów  Wojska Polskiego w II Rzeczypospolitej.

## Formowanie i zmiany organizacyjne VII bsap
VII batalion saperów został sformowany na podstawie rozkazu z 22 sierpnia 1921 roku w składzie 4 pułk saperów. Nowy pododdział został utworzony z połączenia 3 kompanii II batalionu saperów (3/II bsap) i 3 kompanii IV batalionu saperów (3/IV bsap). Z chwilą włączenia w skład batalionu dotychczasowa 3/II bsap została przemianowana na 1/VII bsap, a 3/IV bsap na 2/VII bsap. Jednocześnie dotychczasowy VII batalion saperów został przemianowany na XII batalion saperów.
W 1925 roku została wprowadzona nowa organizacja inżynierii i saperów. W następstwie przeprowadzonej wówczas reorganizacji rozformowane zostało dowództwo XXVI batalionu saperów, a druga kompania tego batalionu (2/XXVI bsap) została włączona w skład VII batalionu saperów i przemianowana na 3/VII bsap.

### Dzieje  3 kompania II bsap
1 lutego 1920 roku w kompanii zapasowej saperów nr 7 w Poznaniu z poborowych roczników 1900 i 1901 został zorganizowany III oddział pod dowództwem podporucznika Dworeckiego. Następnie III oddział został przemianowany na 2 kompanię polową, której dowództwo objął podporucznik Stefan Sowiński. 19 kwietnia dowództwo kompanii objął podporucznik Jerzy Szukszta. W dniach 26 i 27 kwietnia 1920 roku kompania wzięła udział w utrzymaniu porządku podczas rozruchów, za co otrzymała pochwałę komendanta miasta. 21 maja 1920 roku kompania została przeformowana w II pluton uzupełnień, 29 maja w 3 kompanię polową XV batalionu saperów, a w połowie czerwca w 3 kompanię XVI batalionu saperów.
10 lipca 1920 roku 3/XVI bsap została wysłana na front. 15 lipca wyładowała się w Dorohusku i przystąpiła do budowy umocnień na Bugu, na odcinku Dorohujsk-Matcze. Do budowy umocnień wykorzystywano miejscową ludność i jeńców. 25 lipca kompania wyjechała do Łap, gdzie miała być włączona do Grupy Fortyfikacyjnej inżyniera Berezowskiego. Walki w rejonie Szepietowa wymusiły zmianę miejsca wyładunku i przydziału. 29 lipca transport został skierowany do Wyszkowa. Tam kompania została włączona do Grupy Fortyfikacyjnej inżyniera Przesławskiego, podzielona na dwie półkompanie, a następnie skierowana do budowy fortyfikacji na odcinku Radzymin-Chorzele.
7 sierpnia 1920 roku saperzy pracowali na pododcinkach: Krasnosielc, Drążdżewo i Jednorożec. W czasie prac zostali zaskoczeni przez bolszewicką kawalerię. W czasie walki w Krasnosielcu poległ saper Stanisław Modrzejewski, a sześciu innych saperów dostało się do niewoli. 16 sierpnia we Włocławku część kompanii wzięła udział w boju w rejonie mostu na Wiśle. W końcu sierpnia kompania została ściągnięta do Warszawy i zakwaterowana na Cytadeli. W stolicy kompania pozostawała do końca października, szkoląc się i pełniąc służbę wartowniczą. 31 października kompania wyjechała do Baranowicz, a następnie została zawrócona do Czeremchy. Przez dwa tygodnie żołnierze nie opuszczali wagonów. 13 listopada dowództwo kompanii objął porucznik Stanisław Perko. Tego samego dnia kompania wyjechała koleją do Grudziądza, gdzie po raz pierwszy zebrał się cały XVI batalion saperów.
W końcu grudnia 1920 roku kompania została przeniesiona do Chełmna, gdzie kontynuuje szkolenie i pełni służbę wartowniczą. W połowie marca 1921 roku kompania wraz z całym XVI batalionem saperów wyjechała do Grodna. W Grodnie XVI bsap został przemianowany na II batalion saperów, a 3/XVI bsap na 3/II bsap.
1 września 1921 roku 3/II bsap została wyłączona ze składu II batalionu saperów i przydzielona do 4 pułku saperów w Sandomierzu. 6 września 1921 roku 3/II bsap przybyła do Sandomierza.
2 października 1921 roku 3/II bsap została wcielona w skład VII batalionu saperów i przemianowana na 1/VII bsap.

### Dzieje 3 kompanii IV bsap
Dnia 5 lutego 1920 roku utworzono przy kompanii zapasowej saperów nr 4 w Sandomierzu „ 1 kompanią rekrucką“, pod dowództwem porucznika Mieczysława Wolaka, która, po przejściu 5-miesięcznego wyszkolenia zostaje przemianowana na 3 kompanię IV batalionu saperów (3/IV bsap). 8 lipca kompania pod dowództwem porucznika Teodora Pokranta wyruszyła na front. Po przyciu do Lidy została oddana do dyspozycji dowódcy 1 Armii. Tutaj od szefa saperów armii, otrzymuje rozkaz, polecający jej wykonać prace fortyfikacyjne w obszarze Lidy. 19 lipca kompania pośpiesznie naprawia most na Niemnie koło stacji Mosty. Od stacji Łapy 27 lipca kompania udaje się marszem nad rzekę Narew gdzie otrzymuje zadanie obrony przeprawy wraz z 201 ochotniczym pułkiem piechoty, następnie kompania wycofuje się na Wysokie Mazowieckie, skąd 3 stycznia udaje się marszem do Ostrowi. Po przybyciu do Wyszkowa otrzymuje rozkaz fortyfikowania rzeki Bugu, po czym w związku z przegrupowaniem do bitwy warszawskiej maszeruje do Radzymina i dalej do Warszawy. Następnie 15 sierpnia transportem kolejowym odjeżdża do Dęblina w skład „grupy manewrowej“. Dnia 22 sierpnia w związku z porażką nieprzyjaciela pod Warszawą i podjętym przez Polaków pościgiem jedzie kompania do Białej Podlaskiej, gdzie na szosie do Brześcia nad Bugiem. W dniu 1 września kompania, wchodząc w skład 16 Dywizji Piechoty, bierze udał w pościgu aż do miejscowości Horodce, gdzie zatrzymuje się dla odbudowania mostu. Za szybką pracę otrzymuje pochwałę od dowódcy 65 pułku piechoty. W nocy z 3 na 4 września przechodzi przez płonące miasteczko Antopol do Chomska, gdzie buduje most na Jasiołdzie. Przed odjazdem do Kielc w dniu 15 października kompania prowadzi jeszcze budowę mostu na rzece Szczarze. Po dłuższym postoju w Domaszewicach pod Kielcami, w styczniu 1921 roku, odjeżdża do miasteczka Narew, do dyspozycji „grupy inżynieryjnej Nr. 2“. Dwa plutony fortyfikują linię Osinki - Zabłudów - Ancuty, trzeci pluton buduje mosty i naprawia drogi. Prace te trwają do połowy czerwca, do czasu powrotu kompanii do Sandomierza, gdzie 3 października 1921 roku została przemianowana na 2 kompanię VII batalionu saperów.

## Dowódcy batalionu
- kpt. Henryk Czyż
- kpt. Stanisław Perko[2]
- kpt./mjr Bolesław Siwiec (11 IX 1923[3] - VI 1925)
- mjr Tadeusz Bisztyga (17 VI[4] - 31 XII 1925 → dowódca VI bsap[5])
- mjr SG Józef Grodecki (od 18 VI 1926[6] - 26 IV 1928 → Inspektorat Armii we Lwowie)